# Kalidas Kolambkar
Kalidas Nilkanth Kolambkar es un político indio de Maharashtra. Es un miembro de la Asamblea Legislativa de Maharashtra, actualmente en su octavo periodo. Kolambkar fue elegido del Wadala (distrito electoral de Vidhan Sabha) de Mumbai, Maharashtra. Es un miembro del Partido Bharatiya Janata.